# Ahmad-Khan Bahadur
Ahmad-Khan Bahadur (Delhi, 17 d'octubre del 1817 - ibídem, 27 de març del 1898) fou un jurista, filòsof i activista anglo-indi, que va exercir de reformador de l'ensenyament i fundador del modernisme musulmà a l'Índia Britànica. Va dur els títols de Sir i Syed i fou cavaller de l'Orde de l'Estrella de l'Índia.
Marcat per la rebel·lió dels Sipais del 1857, que anomenava «el motí» o «la revolta», va optar per l'occidentalització tot i prendre en consideració les sensibilitats i els problemes religiosos. Va trobar l'oposició dels ulemes. Va proposar reformes socials i d'ensenyament, però fou també un reformador religiós. Considerava l'Alcorà com un element que ensenya revelació, doctrines i certes normes de moralitat, però no com un codi civil ni polític.